# Albatera (kommunhuvudort)
Albatera är en kommunhuvudort i Spanien.   Den ligger i provinsen Provincia de Alicante och regionen Valencia, i den sydöstra delen av landet, 400 km sydost om huvudstaden Madrid. Albatera ligger 21 meter över havet och antalet invånare är 11 745.
Terrängen runt Albatera är platt österut, men västerut är den kuperad.Runt Albatera är det tätbefolkat, med 493 invånare per kvadratkilometer. Närmaste större samhälle är Orihuela, 12,3 km sydväst om Albatera. Trakten runt Albatera består till största delen av jordbruksmark.